# داریوش رفیعی
داریوش رفیعی (۴ دی ۱۳۰۶ – ۲ بهمن ۱۳۳۷) خوانندهٔ موسیقی کلاسیک اهل ایران بود.

## زندگی
داریوش رفیعی در روز ۴ دی ۱۳۰۶ در بم به دنیا آمد. وی فرزند لطفعلی رفیعی، نماینده مردم بم در مجلس شورای ملی بود. داریوش پس از گذراندن تحصیلات مقدماتی در همان شهر در جوانی به‌خاطر موسیقی، تحصیل را در بم نیمه‌کاره گذاشت و به تهران رفت.
داریوش در تهران ابتدا با مصطفی گرگین‌زاده و سپس با مجید وفادار آشنا شد که حاصل آشنایی او با مجید وفادار ضبط ترانه‌هایی مشهور مانند زهره، شب انتظار، گلنار و بسیاری ترانه مشهور دیگر شد. رفیعی همچنین با جواد بدیع‌زاده نیز آشنا بود به‌طوری‌که تقریباً عضو دائمی خانواده او بود.
مجموعه آثار او با نام «کاروان عمر» به کوشش شهرام آقایی‌پور در سال ۱۳۸۷ به چاپ رسیده‌است.

## درگذشت

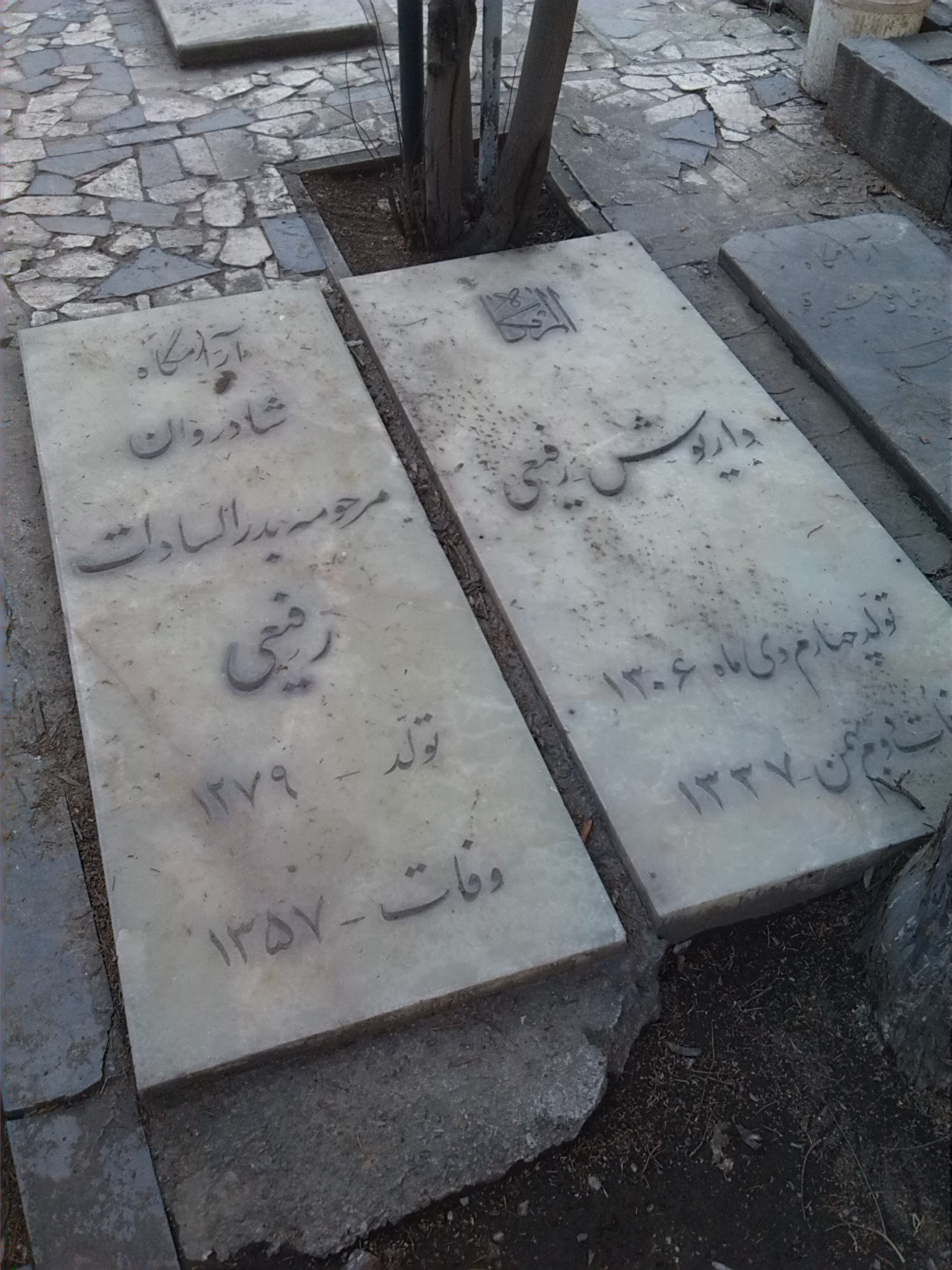
آرامگاه داریوش رفیعی

داریوش رفیعی که در اوج شهرت خود به اعتیاد مبتلا شده بود بر اثر تزریق آمپول آلوده، به کزاز مبتلا شد. او در ۲ بهمن ۱۳۳۷ در بیمارستان هزار تخت‌خوابی پهلوی تهران (بیمارستان امام خمینی تهران) درگذشت. رفیعی را در قبرستان ظهیرالدوله دفن کردند.

## آثار
برخی آثار معروف وی عبارتست از:
1. بسوی تو
2. سلسله موی دوست
3. نیش و نوش
4. جگرم
5. الهی
6. اه سحر
7. یار نازنین (دوصدایی با الهه)
8. یار سیه چشم (دوصدایی با الهه)
9. بیم و امید (دوصدایی با الهه)
10. ملکه گل‌ها (دوصدایی با الهه)
11. عاشق زار
12. کاروان عمر
13. لاله رو
14. زلف پریشان
15. پریشان
16. بازار جوانی
17. نازنین
18. مستانه
19. حال ما را چه پرسی
20. های گل ۱
21. های گل۲
22. های گل۳
23. شب رؤیایی (افسانه شب)
24. واویلا
25. دشتستانی
26. هما
27. گلنار
28. لشکر غم
29. شیرین
30. نوری جان
31. شکوه عاشق
32. حسن گل
33. خوبان عالم
34. مرگ عشاق
35. باد بهاری
36. زهره
37. باد صبا
38. عمر عاشقی
39. سخنی با دوست
40. عاشق سرگردان
41. پیام آشنا
42. دو زولفونت۱
43. دو زولفونت۲
44. شب انتظار
45. رشته یاری
46. گلستان ویران
47. دام ره بلا
48. ساقی
49. هستی سوز
50. گل
51. بیا تا گل برافشانیم
52. شمشیر جفا
53. دلبرا
54. خبر از عشق (غم عشق)
55. شب
56. محفل مستی
57. صیاد و دانه
58. تنها تویی۱
59. تنها تویی۲
60. من کیم
61. خنده عاشق
62. دل دیوانه
63. خلوتگه خیال
64. آندوست
65. بخت آیینه ندارم
66. ساغر بی می
67. روز وصال
68. خواب و خیال
69. ره دل
70. سودازده
71. زلف بر باد مده
72. کاردل
73. زلف
74. خنده به لب
75. ای ماه
76. راز شمع
77. صدای آشنا
78. آن سرو که گویند
79. گناه عشق
80. صورتگر و نقاش
81. همچنان آسمان
82. گاهی به نگاهی
83. بزم خصوصی زهره همراه با پیانو مرتضی محجوبی
84. یادی از هنرمندان (اعلام فوت رفیعی در سال ۱۳۳۷ با صدای تقی روحانی)
85. بزم خصوصی مجید وفادار و علی زاهدی و داریوش رفیعی
86. بزم خصوصی رفیعی بهمراه ضرب خودش و خانم نورالهدی مظفری دیماه ۱۳۳۷
87. یک‌نفس ای پیک سحری (سکوت شکسته) محفل خصوصی
88. یادنامه هنرمندان سهیل محمودی
89. صفحه ضرب رفیعی و ویلون یاحقی بیاد رضا محجوبی
90. شب جدایی
91. یک شاخه گل
92. وعده وصال
93. ماه سرگردان
94. شمع شبانه